# مایکروسکوپ استریو

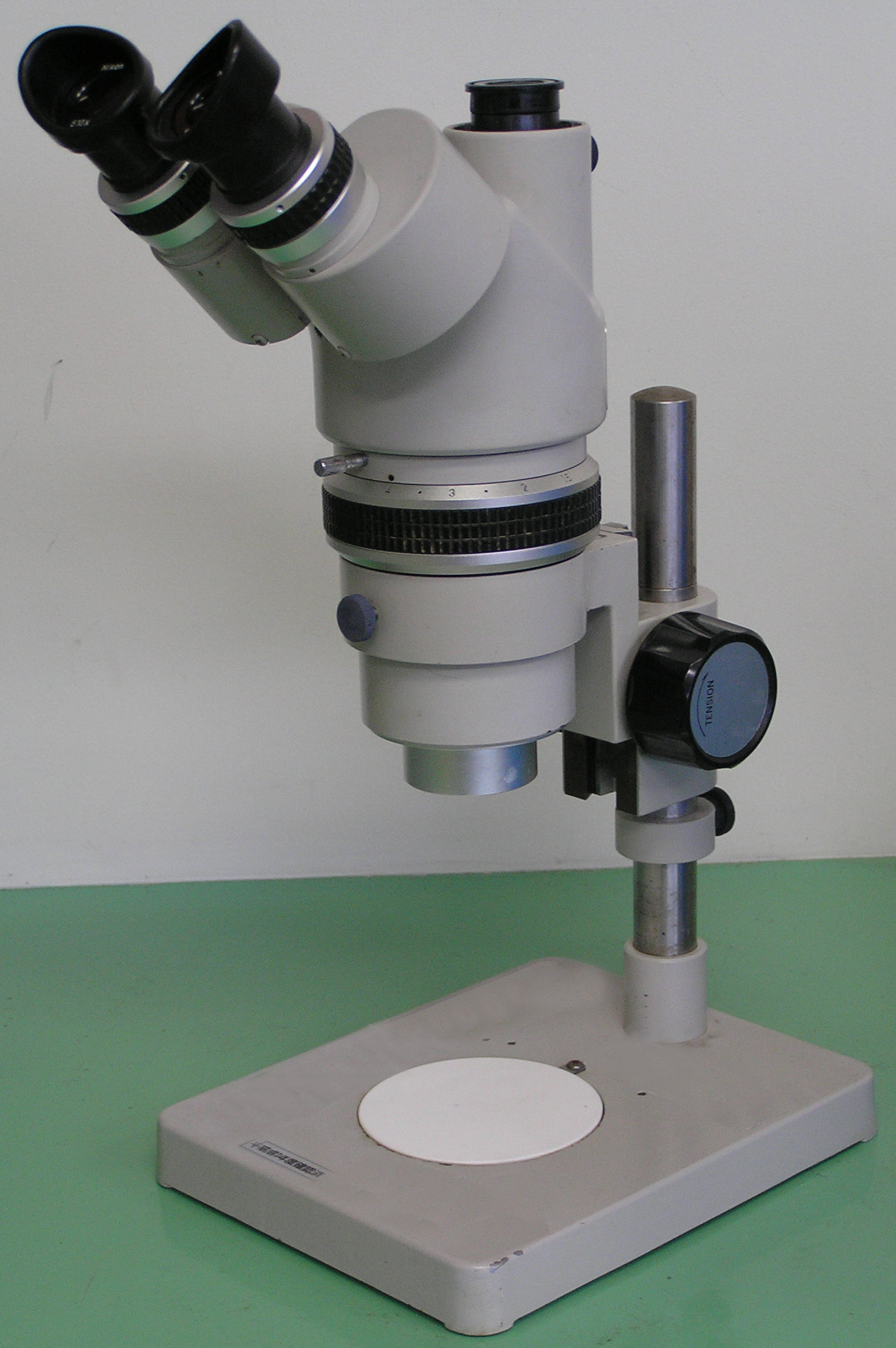
مایکروسکوپ استریو

مایکروسکوپ استریو یا سه بعدی (به انگلیسی: Stereo Microscope) نوعی مایکروسکوپ چشمی یا نوری است که برای مشاهده نمونه ها در بزرگنمایی کم طراحی شده است. در این نوع مایکروسکوپ نوری بازتاب شده از سطح جسم منجر به دیده شدن نمونه می‌شود، نه نوری که از جسم عبور می‌کند. در این مایکروسکوپ‌ها دو چشمی با دو مسیر مجزا وجود دارد که زاویه دید تقریباً متفاوتی را برای دو چشم ایجاد می کنند. این نوع آرایش چشمی‌ها، تجسمی سه بعدی از نمونه تحت بررسی فراهم می‌کند. مایکروسکوپ استریو و عکاسی نمای نزدیک از نظر اینکه هردو برای عکسبرداری از سطوحی است که جزئیات بالای آنها نیاز به نمای سه بعدی از سطوحشان را ایجاد می‌کند، دارای اشتراکاتی هستند.

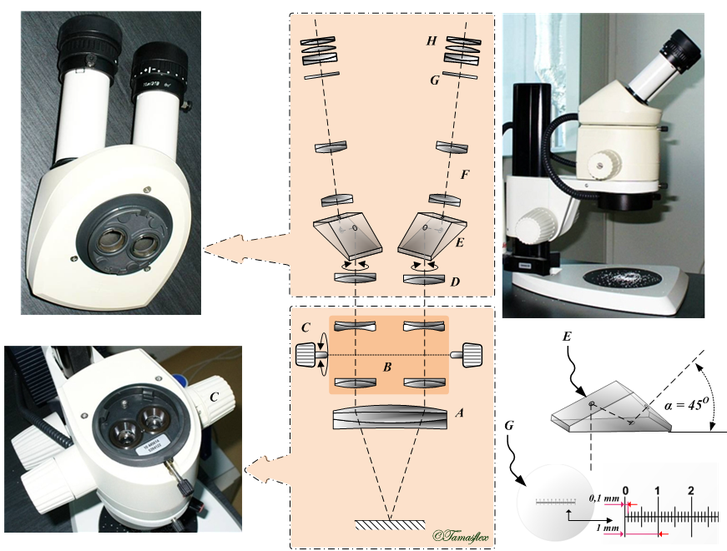
طراحی مدرن مایکروسکوپ‌های استریو

مایکروسکوپ استریو را نباید با مایکروسکوپ‌های مرکب اشتباه گرفت. در مایکروسکوپ‌های مرکب، از دو عدسی چشمی و یک باینو-ویوور(وسیله ای نوری است برای امکان مشاهده دو چشمی از طریق یک هدف واحد) استفاده شده که به این معناست که هردو چشم یک تصویر واحد را مشاهده می‌کنند. هدف از قرار دادن دو چشمی فراهم آوردن راحتی و وضوح دید بیشتر است. 

## تاریخچه
اولین مایکروسکوپ استریو در سال ۱۸۹۲ توسط شرکت کارل زایس در شهر یِنا در آلمان اختراع شد و در سال ۱۸۹۶ به تولید تجاری رسید. 

## تفاوت با مایکروسکوپ‎های نوری معمول
برخلاف مایکروسوپ نوری مرکب، مایکروسکوپ استریو معمولاً از نورپردازی انعکاسی به جای انتقالی استفاده می‌شود؛ به این معنا که نوری که به چشم می‌رسد نور منعکس شده از سطح جسم است نه نوری که پس از عبور از سطح جسم به چشم رسیده است. در مایکروسکوپ‌های مرکب و به طور کلی در روش نورپردازی انتقالی، نمونه هایی با سطوح ضخیم و یا مات امکان دیده شدنشان وجود ندارد، به همین سبب از مایکروسکوپ استریو می‌توان برای مشاهده این نمونه‌ها استفاده کرد.
عمق میدان و فاصله دید دو عامل مهم و تاثیرگذار در مشاهده سطوح با این نوع مایکروسکوپ‌ها هستند و با رزولوشن نسبت عکس دارند. هرچه این دو مقدار کوچکتر باشند، رزولوشن (بزرگترین فاصله ای که می توان دو نقطه مجاور را از هم تشخیص داد) بیشتر خواهد بود.